# Псари-Великі
Псари-Великі (пол. Psary Wielkie, нім. Feldkamp Abbau) — село в Польщі, у гміні Вжесня Вжесінського повіту Великопольського воєводства.
Населення — 130 осіб (2011).
У 1975-1998 роках село належало до Познанського воєводства.

## Демографія
Демографічна структура станом на 31 березня 2011 року:
|          | Загалом | Допрацездатний вік | Працездатний вік | Постпрацездатний вік |
| -------- | ------- | ------------------ | ---------------- | -------------------- |
| Чоловіки | 70      | 17                 | 48               | 5                    |
| Жінки    | 60      | 17                 | 33               | 10                   |
| Разом    | 130     | 34                 | 81               | 15                   |